# Las Hurdes
Las Hurdes är en bergskedja i Spanien.   Den ligger i provinsen Provincia de Cáceres och regionen Extremadura, i den centrala delen av landet, 220 km väster om huvudstaden Madrid. Arean är 465 kvadratkilometer.